# Vavřinec Špan ze Španova
Vavřinec Špan ze Španova (též Span ze Spanova, 1530 nebo 1531 Žatec – 24. února 1575 Žatec) byl český lékař, humanista, farmaceut, básník a překladatel. Byl absolventem univerzity ve Wittenbergu, působil na dvoře olomouckého biskupa a byl literárně činný. Roku 1558 byl povýšen do stavu erbovních měšťanů s přídomkem ze Spanova.

## Životopis
Narodil se jako Vavřinec Špan (Span) v Žatci, patrně do zajištěné měšťanské rodiny. Rok jeho narození není jistý. Odešel studovat na univerzitu v německém Wittenbergu, kde studoval medicínu a teologii. Zde dosáhl magisterské hodnosti. Roku 1558 získal erbovní list. Působil v Kutné Hoře, odkud odešel do Olomouce, kde se od roku 1566 stal lékařem olomouckého biskupa Viléma Prusinovského z Víckova na zámku v Kroměříži. Byl jedním z prvních univerzitně vzdělaných lékařů v kraji, roku 1566 zajistil a vedl vůbec první lékárnu v Kroměříži. Z biskupových služeb odešel roku 1568, posléze pak pobýval ve slezské Vratislavi. Následně se vrátil do Žatce, kde rovněž působil jako lékař. Doktorát medicíny získal zřejmě ve Vídni.
Zemřel roku 1575 v Žatci, kde byl v kostele Nanebevzetí Panny Marie pohřben.

## Dílo (výběr)

### Lékařská literatura
- Paraphrasis aphorismorum Hippocratis (1570, výklady Hippokratových aforismů, dedikováno císaři Maxmiliánu II. Habsburskému)

Rovněž byl autorem spisů majících za cíl prevenci proti šíření moru.

### Umělecká literatura
Věnoval se též tvorbě poezie, mj. je autorem hrdinské básně o svém současníku Vratislavu II. z Pernštejna.